# Parafia św. Franciszka z Asyżu w Pieńsku
Parafia pw. św. Franciszka z Asyżu w Pieńsku znajduje się w dekanacie Zgorzelec  w diecezji Legnickiej. Erygowana w 1907.